# Eduard Uhlenhuth (Bildhauer)
Ludwig Eduard Uhlenhuth (geb. 20. Juli 1821 in Aschersleben, gest. 9. November 1899 in Quedlinburg) war ein deutscher Pädagoge, Bildhauer, Chemiker, Kartograph und Fotopionier.

## Lebensweg

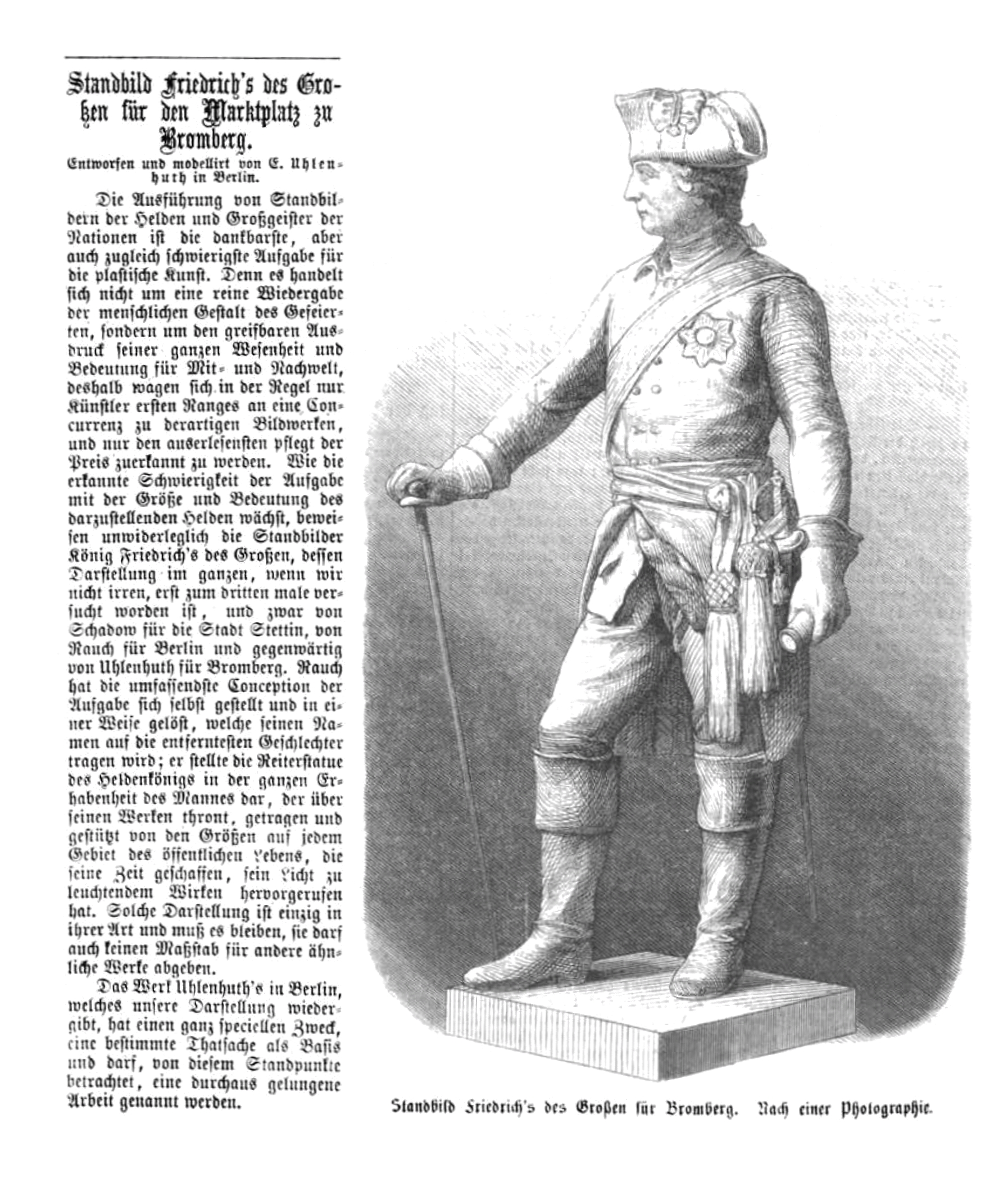
„Standbild Friedrich’s des Großen für den Marktplatz zu Bromberg entworfen und modelliert von Eduard Uhlenhuth in Berlin 1861“

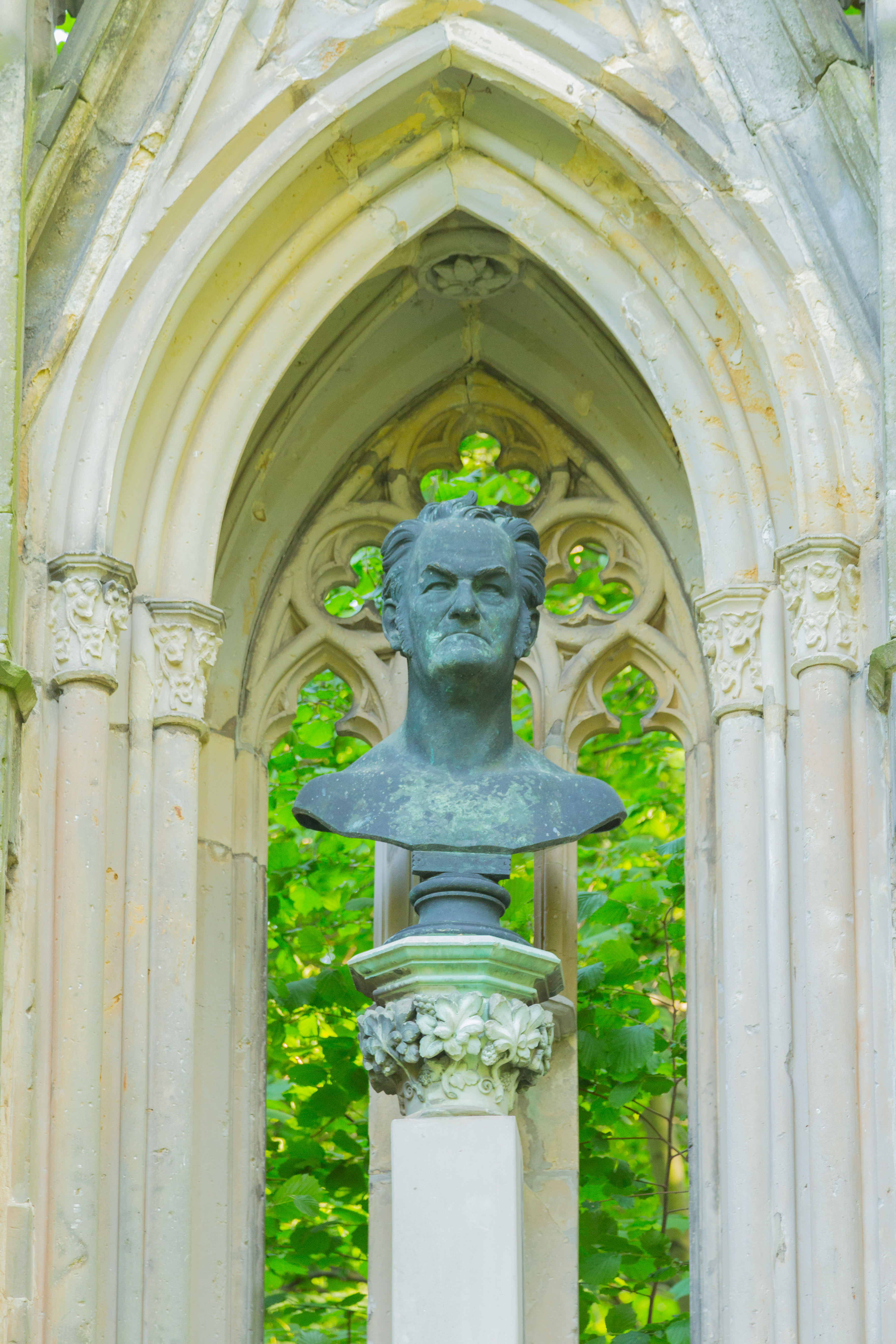
Die Büste von Carl Ritter in Quedlinburg, von Eduard Uhlenhuth

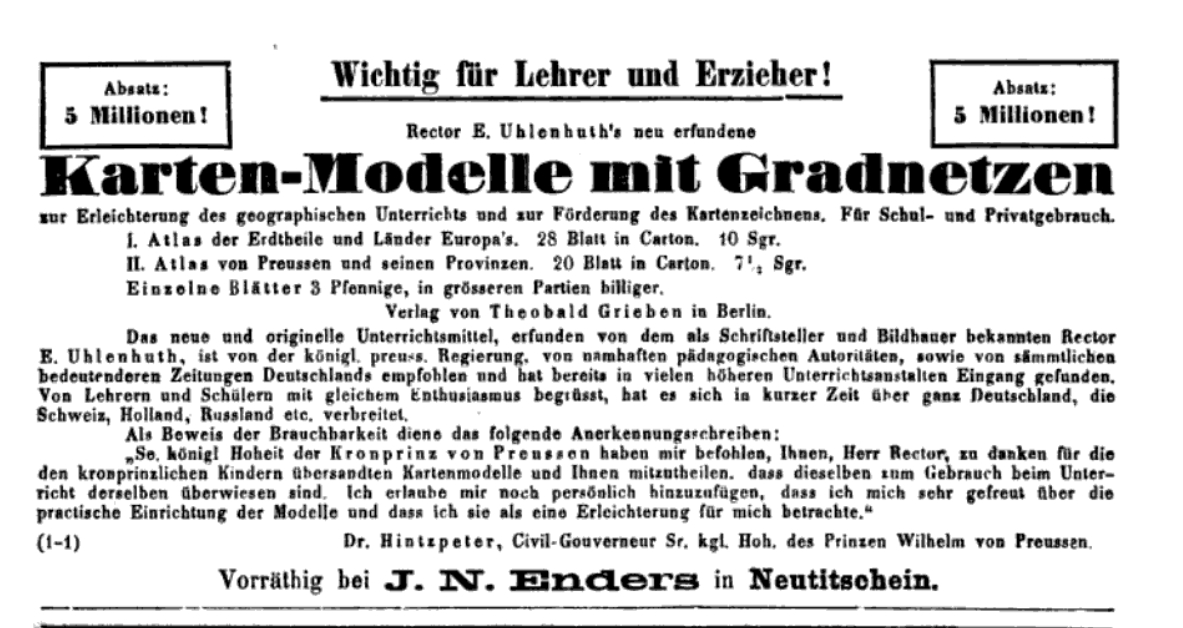
Landkarten mit Gradnetz von Eduard Uhlenhuth

Ludwig Eduard Uhlenhuth wurde am 20. Juli 1821 in Aschersleben am Harz geboren. Sein Vater Friedrich Uhlenhuth war Landwirt. Eduard Uhlenhuth besuchte die Gymnasien in Quedlinburg und Wittenberg.
Schon als Schüler zeigte Uhlenhuth seine Neigung zum plastischen Gestalten; er schnitt Petschafte und Scherenschnitte.
Uhlenhuth studierte Philologie und Naturwissenschaften an der Universität Berlin. Die Lehramtsprüfung bestand er dort am 12. August 1848. Zu seinen Lehrern zählten der Geograph Carl Ritter (1779–1859), die Mineralogen und Chemiker Heinrich Rose (1795–1864), Gustav Rose (1798–1873), Christian Samuel Weiss (1780–1856) und Eilhard Mitscherlich (1794–1863) sowie der evangelische Theologe und Kirchenhistoriker August Neander (1789–1850).
Als Student schrieb Ludwig Eduard Uhlenhuth ein kleines Werk über Daguerreotypie, „das selbst von Universitätsprofessoren anerkannt wurde“. Bereits im Jahr 1845 und damit nur sechs Jahre nach Veröffentlichung des fotografischen Verfahrens von Louis Daguerre (1787–1851) im Jahr 1839 veröffentlichte er sein Fachbuch Praktische Anweisung zur Daguerreotypie. Nach den neuesten Verbesserungen in möglichster Vollständigkeit dargestellt von L. E. Uhlenhuth, das 1849 in zweiter Auflage erschien.
Uhlenhuth schnitzte Porträts und andere Kunstgegenstände aus Elfenbein.
Im August 1850 heirateten Eudard Uhlenhuth und Marie Caroline Hedwig, geb. Pröhle, (1826–1887). Heinrich Pröhle (1822-1895), Publizist, Volksgutsammler und Lehrer, wurde dadurch Uhlenhuths Schwager. Mit seiner Ehefrau Maria Caroline Hedwig, geb. Pröhle, hatte Ludwig Eduard Uhlenhuth mehrere Kinder, darunter die Söhne Heinrich Eduard Uhlenhuth, geboren 15. Juli 1853 in Guben, und Johann Uhlenhuth, geboren 26. Januar 1867 in Anklam. Beide wurden Fotografen.
Von Ostern 1852 bis Ostern 1853 legte Uhlenhuth sein Probejahr am Dom-Gymnasium (Stephaneum) in Halberstadt ab. Danach war er Lehrer für Naturwissenschaften an Gymnasien und Realschulen in Bremen, Halberstadt, Guben, Bromberg (von Ostern 1856 bis Ostern 1857), Solingen (1859/60), an der Dorotheenstädtischen Realschule in Berlin sowie an der Berliner Gewerbeschule. Am 8. Juni 1865 wurde Uhlenhuth zum Rektor der gehobenen Bürgerschule in Anklam berufen, was er bis zu seiner Pensionierung im Jahr 1875 blieb.
Uhlenhuth war ein vielseitiger Autor. Bis 1863 war er Redakteur des Landwirthschaftlichen Intelligenz-Blattes und allgemeine landwirthschaftliche Zeitung, die bei der Allgemeinen Deutsche Verlags-Anstalt in Berlin erschien. Er schrieb Aufsätze und Bücher im Bereich Chemie, bildende Kunst, Geographie und Heimatkunde, etwa über die Photogen- und Paraffinfabrikation, die Leuchtgasfabrikation (1856) und die Herstellung von Seifen aus Wollabfällen (1856). Uhlenhuths Buch Der junge Chemiker oder Anleitung zur Experimentalchemie wurde 1859 von Franz Duncker in Berlin verlegt. Die Ergebnisse seiner im Auftrage der preußischen Regierung unternommenen Reise durch den Netzedistrikt schrieb Uhlenhuth in der Geognostischen Beschreibung des Netzedistrikts nieder, die 1859 in Danzig bei A. W. Kasemann erschien. Uhlenhuth veröffentlichte auch zahlreiche Aufsätze in verschiedenen Zeitschriften, darunter Daheim, Die Gartenlaube und Auerbach’s Volkskalender. Einige seiner Aufsätze wurden in dem Buch Deutsche Heimathsbilder gesammelt, das von Hugo Kastner 1865 in Berlin verlegt wurde. Uhlenhuths Grundriß der Heimathkunde erschien 1875. Uhlenhuth schrieb Anleitungen im Bereich bildende Kunst, darunter: Technik der plastischen Kunst, Berlin, R. Wagners Verlag 1854; Technik der Bildhauerei und theoretisch-praktische Anleitung zur Hervorbringung plastischer Kunstwerke, Wien, A. Hartleben’s Verlag 1893 und Vollständige Anleitung zum Formen und Gießen, Wien, A. Hartleben’s Verlag, 4. Auflage 1899.
Als Bildhauer bekannt geworden ist Uhlenhuth durch seine Bronzestatue Friedrichs des Großen, die am 31. Mai 1862 auf dem Friedrichsplatz in Bromberg enthüllt wurde, sowie durch seine Plastik des Geographen Carl Ritter, die am 7. August 1865 in Quedlinburg eingeweiht wurde. Auch in Steinau in Oberschlesien stand ein Denkmal Friedrichs des Großen von Ludwig Eduard Uhlenhuth.
Eduard Uhlenhuth schuf zahlreiche Büsten aus Marmor oder Gips von bekannten Personen, darunter Kaiser Wilhelm I., der preußische Kultusminister Adalbert von Ladenberg (1798–1855), Eilhard Mitscherlich, August Neander und Giovanni Battista Morgagni (1682–1771). Für die Portale des Postgebäudes in Quedlinburg erstellte Uhlenhuth Porträts der Kaiser Wilhelm I. und Friedrich III.
Erwähnenswert sind auch Uhlenhuths Arbeiten auf kartographischem Gebiete. Im Jahr 1872 erschien bei Theobald Grieben in Berlin Uhlenhuths Atlas mit Kartenmodellen mit Gradnetzen. Die plastischen Karten wurden nach einem von Uhlenhuth erfundenen Verfahren geprägt. Sie gaben, in Papier gepresst, das Höhenprofil des dargestellten Terrains wieder. In dreijähriger Arbeit erstellte Uhlenhuth ein exaktes plastisches Gips-Modell des Harzes im Maßstab 1:25.000. Offenbar hat Uhlenhuth auch ein Relief des Kyffhäusergebirges erstellt.
Eine Anleitung zum Gebrauch des Himmelsglobus schrieb Uhlenhuth für die Geographisch-artistische Anstalt von Ernst Schotte & Co. in Berlin.
Das von Uhlenhuth entwickelte Tellurium wurde fast fünfzig Jahre lang verkauft. Es veranschaulichte die Bewegung der Erde um die Sonne und des Mondes um die Erde und ließ auf diese Weise erkennen, wie Tag und Nacht, Winter und Sommer, Vollmond und Neumond, Sonnen- und Mondfinsternisse zu Stande kommen. 1875, im Jahr seiner Pensionierung, zog Uhlenhuth von Anklam nach Quedlinburg.
In Anerkennung „seiner hervorragenden, verdienstvollen Thätigkeit auf künstlerischem und schriftstellerischem Gebiete“ erhielt Uhlenhuth im Oktober 1895 den Königlichen Kronenorden vierter Klasse.
Ludwig Eduard Uhlenhuth starb im 79. Lebensjahr am 9. November 1899 in Quedlinburg.

## Werke
- Eine Wanderung durch die Kreise Bromberg, Wirsitz, Chodziesen, Czarnikan zur Feststellung der geographischen und geognostischen Verhältnisse des Netze-Distrikts. Kasemann, Danzig 1839.
- Der junge Chemiker: eine methodische Anleitung zur Anstellung chemischer Versuche und zur Begründung einer sichern wissenschaftlich chemischen Erkenntniss. Ein Handbuch für Lehrer und Schüler der Real-, Gewerb- und höheren Bürger-Schulen, Gewerbs-Institute etc. F. Duncker, Berlin 1839.
- Praktische Anweisung zur Daguerreotypie. Nach den neuesten Verbesserungen in möglichster Vollständigkeit dargestellt von L. E. Uhlenhuth. Verlag Gottfried Basse, Quedlinburg und Leipzig, März 1845.
- Geometrische Formenlehre. Guben 1853.
- Ueber Leuchtgasbereitung aus Steinkohlen, Holz, Torf, Braunkohlen, Oel, Harz und Seifenrückständen, mit Rücksicht auf Privatgasanlagen, und Leuchtstoffe im Allgemeinen, besonders Photogen, Paraffin etc.
- Ueber die Fabrikation der Seifen: Talg-, Palmöl-, Harzseifen, Seifen aus Walkabgängen und Prüfung derselben. Eine belehrende Schrift für Fabrikanten, besonders Tuchfabrikanten, Kaufleute und Gewerbetreibende. Trowitzsch, Frankfurt/Oder 1856.
- Handbuch der Photogen- und Paraffin-Fabrikation aus Torf, Braunkohle und bituminösem Schiefer, nach den neuesten Versuchen und Erfahrungen, G. Basse, Quedlinburg 1858
- Die Darstellung des Aluminiums, Kaliums, Natriums, Magnesiums, Baryums, Strontiums und Calciums und der Metalloide Bor und Silicium. Nach den neuesten Arbeiten von Saint-Clair Deville, Wöhler, Heinrich Rose, Brunner, Bunsen u. a., zusammengestellt von Ed. Uhlenhuth, Quedlinburg, Druck und Verlag von G. Basse, 1858
- Geognostische Beschreibung des Netzedistrikts, im Auftrage der Königlichen Regierung. Danzig, 1859
- Die mineralischen Schätze des Bromberger Regierungsbezirks, in: Allgem. Berg. Zeitung, I., 1859, S. 85–87, 109–111, 129–131
- Über Statuenguss in Bronze. In: Romberg's praktische Zeitschrift für Baukunst, Archit. 449-23.1863, S. 155 ff (digital: S. 61 ff)
- Deutsche Heimathbilder. Schilderungen aus dem Heimischen Natur- und Kulturleben, Berlin, H. Kastner, 1865
- Elementare Geometrie. Kurze Zusammenstellung der wichtigsten Sätze derselbe bis zum Ptolemäi'schen Lehrsatz. Verlag Theobald Grieben, Berlin, 1867[19]
- Elementare Arithmetik. Definitionen und Gesetze derselben. Verlag Theobald Grieben, Berlin, 1867[20]
- Benutzung und Vortheile der neuen Karten-Modelle mit Gradnetzen zur Erleichterung des geographischen Unterrichts und zur Förderung des Kartenzeichnens für Gymnasial-, Real- und höhere Bürgerschulen und zum Privat-Unterricht erfunden. Verlag Theobald Grieben, Berlin 1867, (11 S.)[21]
- Atlas von Kartenmodellen über alle Teile der Erde und Länder. Berlin, 1872
- Große Reliefkarte des ganzen Harzgebietes. Ausgeführt nach der Generalstabskarte im Verhältnis 1:25 000, 1873
- Grundriss einer Heimatkunde der Harzlandschaften. Mit einer Karte des Harzgebirges, Quedlinburg, Verlag von Chr. F. Viewegs Buchhandlung, 1875[22]
- Anleitung zum Gebrauch von Erdglobus, Himmelsglobus und der Tellurien und Lunarien. Berlin, circa 1882
- Vollständige Anleitung zum Formen und Gießen, oder Genaue Beschreibung aller in den Künsten und Gewerben dafür angewandten Materialien, als: Gyps, Wachs, Schwefel, Leim, Harz, Guttapercha, Thon, Lehm, Sand und deren Behandlung behufs Darstellung von Gypsfiguren, Stuccatur, Thon-, Cement-, Steingut- etc. Waaren, sowie beim Guß von Statuen, Glocken und den in der Messing-, Zink-, Blei- und Eisengießerei vorkommenden Gegenständen, Wien, A. Hartleben, 1. Auflage 1879,[23] 2. Auflage 1886,[24] 3. Auflage 1892,[25] 4. Auflage 1899,[4] 7. Auflage 1912[26]
- Technik der Bildhauerei, oder theoretisch-praktische Anleitung zur Hervorbringung plastischer Kunstwerke. Wien 1893, (Digitalisat)